# Emarginata tractrac
Emarginata tractrac là một loài chim trong họ Muscicapidae.